# Alexandrina Mihăescu
Alexandrina Mihăescu (n. 20 august 1876, Gura Sărății, România – d. 21 iunie 1895, Gura Sărății, Merei, Buzău, România) a fost o poetă română.

## Biografie
Alexandrina Mihăescu s-a născut pe 20 august 1876 în satul Gura Sărății, comuna Merei, Buzău. Stana Ilie și Grigore Mihăescu au avut unsprezece copii, din care zece au murit în copilărie sau în floarea tinereții. Este sora epigramistului N. Gr. Mihăescu-Nigrim. A murit la 21 iunie 1895, la doar 19 ani.
A făcut doar patru clase primare. 
Scrie poezii de la vârsta de 14 ani. Ține un jurnal intim. 
Poeziile, de factură posteminesciană și populară, schițele inspirate din viața rurală, nuvelele, prozele rimate, scrisorile, notele și impresiile au fost descoperite întâmplător de fratele său. 
Prima poezie publicată a fost „Bate vântul”, în numărul de Crăciun al revistei „Lumea ilustrată” (1890). Cornel Marius Nemeș compune o melodie pe versurile acestei poezii. 
Al. Vlahuță, în septembrie 1895, în revista „Vieața” îi publică un prim grupaj, însoțit de o caldă prezentare.
Creația sa a fost strânsă într-o plachetă „Flori de zăpadă” în anul 1898 și retipărită apoi la editura Socec în 1907.
Nicolae Iorga îi dedică un capitol în cartea „Oameni cari au fost”, apreciind cartea ca „o curiozitate psihologică și literară” ce se integrează poeziei românești noi.